# تيودور فون شوبرت
تيودور فون شوبرت (بالألمانية: Friedrich Theodor von Schubert)‏ (و. 1758 – 1825 م) هو عالم فلك من ألمانيا . ولد في هلم اشتات . وكان عضواً في الأكاديمية الملكية السويدية للعلوم، والأكاديمية الأمريكية للفنون والعلوم .
توفي في سانت بطرسبرغ، عن عمر يناهز 67 عاماً.

## جوائز
حصل على جوائز منها:
- وسام القديسة حنة من الدرجة الثانية  [لغات أخرى]‏
- وسام القديس فلاديمير من الدرجة الرابعة  [لغات أخرى]‏
- وسام القديس فلاديمير من الدرجة الثالثة  [لغات أخرى]‏.